# 若雞島
若雞島（英語：Wakadori Island），是南極洲的島嶼，位於毛德皇后地的哈拉爾王子海岸，處於翁古爾島和東翁古爾島之間海峽西北面0.9公里，根據日本探險隊的測量和拍攝的空中照片繪入地圖，現時由南極條約體系管理。